# Microcerella curicoensis
Microcerella curicoensis är en tvåvingeart som beskrevs av Guilherme A.M.Lopes 1982. Microcerella curicoensis ingår i släktet Microcerella och familjen köttflugor. Inga underarter finns listade i Catalogue of Life.